# Aaron Ciechanover
Aaron Ciechanover (pronunție ebraică:  /ɑːhəˈroʊn tʃiˈhɑːnoʊvɛər/; n. 1 octombrie 1947, Haifa, Palestina sub mandat britanic) este un biochimist israelian, profesor cercetător la Technion, Haifa, laureat al Premiului Nobel pentru chimie (2004) pentru descoperirea degradării mijlocite de ubiquitină a proteinelor.